# Tapio Heikkilä
Tapio Heikkilä (* 8. April 1990 in Espoo) ist ein ehemaliger finnischer Fußballspieler, der zuletzt beim FC Honka Espoo unter Vertrag stand.

## Karriere

### Vereine
Heikkilä begann seine Karriere in der Jugend des Vereins seiner Heimatstadt, dem FC Honka Espoo, und rückte dort zum Januar 2008 in den Profikader auf. Am 5. Spieltag der Saison 2008 debütierte der Innenverteidiger in der Veikkausliiga beim 7:0-Sieg gegen Haka Valkeakoski. Sein erstes Ligator erzielte er beim 2:4-Auswärtssieg gegen Turku PS am 17. Spieltag der Saison 2011. Im Februar 2013 wechselte Heikkilä nach mehr als 70 Ligaspielen für Espoo zum finnischen Rekordmeister HJK Helsinki. 2014 wurde er mit Helsinki als Stammspieler finnischer Meister und Pokalsieger. In der folgenden Europa-League-Saison scheiterte Helsinki in der Gruppe B am FC Brügge und dem FC Turin. In den Rückspielen gegen Turin und den FC Kopenhagen kam Heikkilä zum Einsatz.
Im Februar 2016 wechselte Heikkilä in die norwegische Tippeligaen zu Start Kristiansand. Dort konnte er bei seinem Debüt am 1. Spieltag beim 1:1-Unentschieden gegen den Lillestrøm SK gleich sein erstes Tor für den neuen Verein erzielen. Auch dort konnte er sich als Stamminnenverteidiger etablieren, stieg am Ende der Saison jedoch mit seinem Verein in die 2. Liga ab. Zwar gelang der direkte Wiederaufstieg, wozu Heikkilä mit 25 Einsätzen in der Innenverteidigung maßgeblich beitragen konnte; er selbst blieb jedoch in der 2. norwegischen Liga und schloss sich zur Saison 2018 Sandnes Ulf an. Dort war er wiederum auf Anhieb in der Innenverteidigung gesetzt und erzielte in 47 Spielen sechs Tore.
Im Sommer 2020 kehrte Heikkilä zu seinem Heimatverein FC Honka Espoo zurück. Dort spielte er zu Beginn noch regelmäßig und führte seine Mannschaft mitunter als Kapitän auf den Platz. Im Verlauf der Zeit wurde er immer weniger eingesetzt und beendete am Ende der Saison 2021 seine aktive Karriere, nachdem er mit nochmals drei erfolgreichen Einsätzen in der Abstiegsrunde zum Klassenverbleib seines Vereins beitragen konnte.

### Nationalmannschaft
Heikkilä spielte mehrfach für die finnische U-19 und die U-21. Für das Qualifikationsspiel für die Fußball-WM 2014 gegen Frankreich am 15. Oktober 2013 stand er zum ersten Mal im Kader der finnischen A-Nationalmannschaft, kam jedoch nicht zum Einsatz. Sein Debüt gab er schließlich am 31. Oktober 2013, als er bei der 4:2-Niederlage gegen Mexiko zur Halbzeit für Jani Tanska eingewechselt wurde. Im Januar 2016 folgten noch zwei Einsätze bei den Niederlagen in den Freundschaftsspielen gegen Schweden und Island. Seitdem wurde er nicht mehr berücksichtigt.